# Bozova
Bozova este un oraș din Turcia.